# Préchacq-les-Bains
Préchacq-les-Bains település Franciaországban, Landes megyében. Lakosainak száma 797 fő (2022. január 1.). Préchacq-les-Bains Gamarde-les-Bains, Goos, Gousse, Louer, Pontonx-sur-l’Adour és Téthieu községekkel határos.

## Népesség
A település népességének változása:
| Lakosok száma | 471  | 428  | 462  | 568  | 686  | 682  | 733  | 764  | 776  | 797  |
|               | 1968 | 1982 | 1990 | 2006 | 2013 | 2015 | 2017 | 2019 | 2020 | 2022 |